# Korjaker

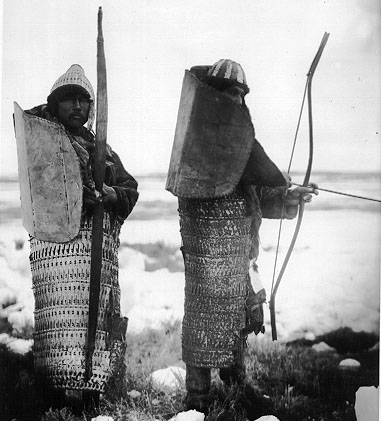
Två korjaker med sina traditionella vapen, omkring 1900.

Korjaker är ett folk som lever i östra Ryssland på halvön Kamtjatka. Till folket hör cirka 8 000 människor som lever främst i det autonoma distriktet Korjakien.
Den politiska organisationen som förespråkar korjakerna och andra ursprungliga folk i norra Ryssland är Russian Association of Indigenous Peoples of the North (RAIPON).

## Språket
Folket talar korjakiska som tillsammans med det nära besläktade tjuktjiska tillhör språkfamiljen tjuktji-kamtjatkanska språk.

## Socialt liv och ekonomi
Innan Ryssland tog kontroll över regionen levde korjakerna i patriarkala storfamiljer. Några familjer var nomadiska och levde av renskötsel med andra levde i fasta byar och jagade andra djur eller levde från valfångst. Valfångstens betydelse för korjakerna minskade kraftig under 1800-talet då valbeståndet minskade på grund av industriella valfångsflottor från olika nationer, istället ökade fisket. Under Sovjetunion samlades även de grupper som innan levde som nomader i fasta samhällen.

## Religion
De flesta korjaker praktiserar fortfarande schamanism.